# كاميرون بارك
كاميرون بارك (بالإنجليزية: Cameron Park)‏ (6 يوليو 1992 في المملكة المتحدة - ) هو لاعب كرة قدم بريطاني في مركز الوسط. شارك مع منتخب اسكتلندا تحت 19 سنة لكرة القدم ومنتخب اسكتلندا تحت 21 سنة لكرة القدم. أما مع النوادي، فقد لعب مع نادي بارنسلي ونادي كرو ألكساندرا ونادي ميدلزبره.

## وصلات خارجية
- كاميرون بارك على موقع قاعدة بيانات كرة القدم.إي يو (الإنجليزية)
- كاميرون بارك على موقع Soccerbase.com (لاعب) (الإنجليزية)